# Sun-c' (matematik)
Sun-c’ (čínsky pchin-jinem Sūnzǐ, znaky 孫子) byl čínský matematik, který žil někdy mezi třetím a pátým stoletím n. l. Zajímal se o astronomii a snažil se vytvořit kalendář. Zabýval se rovněž diofantickými rovnicemi. Jediným jeho známým dílem je Sun-c’ suan ťing (孫子算經; Sun-c’ovy výpočty), kde je zmíněna tzv. čínská věta o zbytcích.
O jeho životě není známo téměř nic, spory se vedou i o století, ve kterém žil. Dříve býval dokonce ztotožňován s vojevůdcem Sun-c’em.